# Kászonyi Dániel
Csík-szeredai Kászonyi Dániel (Bécs, 1813. október 2. – Budapest, 1886. május 11.) császári és királyi huszár-főhadnagy, 1848-49-es honvéd százados és hírlapíró.

## Életrajza
Köznemesi család sarjaként született, hol atyja az udvari kancelláriánál szolgált. Ifjú korában nagy kedve volt a katonai pályára, ezért Bécsben egy katonai nevelőintézetbe adták; kadét, majd tiszt lett a Radetzky-huszároknál; de nagy lábon élt, jelentékeny vagyonát hamar elpazarolta s visszavonult a polgári életbe. Az 1832-36-iki országgyűlésen mint Andrássy György gróf és Ragályi Tamás tornavármegyei követek írnoka vett részt; Lovassy Lászlóval és társaival együtt megalapította a társalkodási egyletet, melyért Lovassyt tíz évi fogságra ítélték, az egylet hét tagját pedig, köztük Kászonyit, egy királyi kézirat kizárta a közhivatalokból. Ekkor Párizsba ment és 1842-től onnan a Pesti Hírlapnak levelezője volt.
A szabadságharc alatt Kossuth Lajos, Klapka György és Csányi gyakran éltek szolgálataival. Nagy nyelvismerettel bírt; írt és beszélt anyanyelvén kívül németül, angolul és franciául, sőt tudott olaszul, spanyolul és keveset törökül is. A bécsi márciusi forradalom vezetőivel ő tartotta fenn az összeköttetést. 1848 szeptember végén Prágában és Misérden járt rábírni a magyar huszárokat, hogy szökjenek Magyarországba. Kászonyi egy századot a Koburg-huszárezredből, kettőt pedig a Nádor-huszárokból be is hozott az országba. Egerben mint kormánybiztost és 1848 májusában a külügyminisztériumban alkalmazták. A szabadságharc végén mint főhadnagy kapitulált Komáromban. Ezután elhagyta Magyarországot és Hamburgba, onnét pedig egy év múlva, 1850-ben Londonba, majd Jerseybe és Párizsba ment, nyelvekben, zongorázásban és rajzolásban leckéket adott és szerény viszonyok közt élt. 1859-ben mint a magyar légió tagja részt vett az olasz hadjáratban.
Angliában korrigálta a Timest; később elnyervén a honosítását, mint angol alattvaló visszajött Magyarországba, ahol 1863-tól 1867-ig mint nevelő időzött Szentgyörgyábrányban, hol gróf Vay Dániel (1820-1893) fiait nevelte. Ellenzékieskedésből, a kiegyezéskor, újra kivándorolt; Lipcsében évekig időzött és az itthon töltött három évet egy regényszerű pamfletben írta le. 1877 októberében mégis hazajött és Budapesten mint ellenzéki hírlapíró kereste kenyerét, fordított és írt rémregényeket olcsó lapokba. Az Egyetértésnek belső munkatársa volt és 1879 végén vált meg a laptól. Különc volt teljes életében; soha semmi kitűzött cél nem vezérelte; nem törődött a jövővel, sőt magával az ínséggel sem; tudott pazarolni könnyelműen, midőn volt pénze, és tudott dolgozni éjjel-nappal, ha rá volt szorulva. Családjával együtt nyomasztó viszonyok közt élt. A honvédeket segélyező egylettől kapott gyámolítást és egy évig nyugdíjat, az írók segélyegylete is támogatta s a két egylet temettette is el. Meghalt 1886. május 11-én Budapesten puszta szalmazsákon, úgyszólván bútortalan szobában.
Cikkei a Pesti Hírlapban (1868. 6. sz. Veszélyes megbízatások 1848-ból, 1879. 350. Visszaemlékezések a szabadságharcra: honvédek, huszárok és tüzérek, 356. Karácsony és vízkereszt, 1880. 2-12. Páni rémülés 1849-ben, 24. Budapest az osztrákok kezében, 1881. 243., 244. Élvezetes estély angol színészek közt, 269. sz. Gróf Lamberg és a pákozdi csata, 275-279. Az 1848. bécsi viharos októberi napok, 308., 309. sz. A nádorhuszárok hazatérése 1848-ban, 348., 349. Veszedelmes missziók a magyar szabadságharcból, 1882. 30-33., 36., 37., sz. Hazánk legválságosabb napjai, 181-183. Pest 1849. jan. havában, stb.); a Hazánk és a Külföldben (1869. 25. sz. A magyarországi németekről); a Függetlenségben (1880. 358. sz. Áruló követségi tanácsos, Görgei Artúr, 1881. 124. sz. Teleki László halálának 20. évfordulója, 1882. 290. sz. Petőfi és Mészáros, 1884. 185. sz. Találkozásom Frankenburggal, 223. A világosi fegyverletétel); az Ország-Világban (1884. Márciusi napok Bécsben); a Hazánkban (IV. 1885. Egy régibb kor férfiai, ifjai), stb. jelentek meg. Sok cikket írt a külföldi s hazai német lapokba is.

## Munkái
1. Die Lorette. Bilder aus dem ungarischen Emigranten-Leben. Berlin, 1864. Négy kötet.
2. Vergissmeinnicht und Lilie. Leipzig, 1865. (Novellenstrauss 1.)
3. Ungarns vier Zeitalter. Erlebnisse und Lebensanischten eines Mitspielers vork, während und nach der ungar. Revolution in Ungarn. Uo. 1868. Négy kötet.[1]
4. Wegweiser in die Alterthumskunde, Mythologie u. Archäologie theils noch bestehender, theils verschollener Völker. Nebst einer Übersicht ihrer Sagen und Gebräuche. Uo. 1868.
5. 1872. Ein roman der Zukunft. Uo. 1869. Négy kötet.
6. Gold und Herz, oder die Schätze des Marannon. Leipzig, 1869. Öt kötet.
7. Satan und Cherub. Orig. Roman. Uo. 1869. Négy kötet (Deutsche Roman-Bibliothek 1-4.)
8. Die Kinder des Morgenlandes: historisch-socialer Roman. Uo. 1868-69. Öt kötet.[2]
9. Der Sohn der Deportirten. Original-Novelle. Uo. 1869.
10. Die Lieferanten der Hölle und die Lichtscheuen. Historisches Gemälde des Geheimpolizeiwesens und der geheimen Gesellschaften aller Zeiten und Völker. Uo. 1870.
11. Felo-de-se Das Verbrechen des Selbstmordes. Anthropologisch-psychologische Studien, illustrirt durch Beispiele interessantesten Selbstmordfälle der Gegenwart. Ugyanott, 1872. (2. kiadás).
12. Der neue Decameron. Novellen im Geschmacke des Giovanni Bocaccio. Uo. 1873.
13. Die Geisterbeschwörer. Roman. Uo. 1878. Négy kötet. (Német munkáinál nevét Daniel v. Kászony-nak írta.)
14. Solymosi Eszter, a tiszaeszlári véráldozat. Társadalmi regény a jelenkorból. Bpest, 1882. (Ugyanez németül is. Uo. 1882.)
15. Esther Solymosi, das Blutopfer von Tisza-Eszlár. Roman; Wilckens és Waidl Ny., Bp., 1882
16. Egy anyakönyv titkai. Társadalmi regény. Uo. év n.
17. Magyarhon négy korszaka; ford. Kosáry Domokos, tan., jegyz. Márkus László; Szépirodalmi, Bp., 1977 (Magyar századok)

Szerkesztette a Népszava c. hetilapot 1881. márc. 13-tól 1884-ig a 4. számig Budapesten.